# واهرام آواگیان
واهرام آبگاری آواگیان (ارمنی: Վահրամ Աբգարի Ավագյան؛  زادهٔ ۱۹۲۴ - درگذشته تاریخ نامعلوم) کارشناس علوم پرورشی اهل ارمنستان بود.

## زندگی‌نامه
وی در ۱۹۲۴ در باردزرونی به دنیا آمد و از دانشگاه دولتی علوم پرورشی خاچاطور آبوویان ارمنستان (۱۹۵۹) فارغ‌التحصیل گشت.  همچنین برندهٔ جوایزی همچون آموزگار شایسته ارمنستان شوروی (۱۹۶۳) شده است. تاریخ درگذشت نامعلوم است